# Ешмолай
Ешмола́й (чув. Ишмула) — деревня в Моргаушском районе Чувашской Республики. Входит в состав Большесундырского сельского поселения.

## География
Находится в северо-западной части Чувашии, на расстоянии приблизительно 20 км на северо-запад по прямой от районного центра села Моргауши.

## История
Известна с 1859 года околоток деревни (ныне села) Большое Карачкино с 16 дворами и 87 жителями. В 1906 году было учтено 39 дворов и 147 жителей, в 1926 — 33 двора и 164 жителя, в 1939—144 жителя, в 1979—125. В 2002 году было 29 дворов, в 2010 — 25 домохозяйств. В 1931 году был образован колхоз «Смычка», в 2010 действовало несколько фермерских хозяйств.

## Население
Постоянное население составляло 77 человек (чуваши 95 %) в 2002 году, 77 в 2010.